# ماركو دوجكوفيتش
ماركو دوجكوفيتش مواليد 21 مارس 1990 في كومانوفو، جمهورية يوغوسلافيا الاشتراكية الاتحادية، هو لاعب كرة سلة مقدوني. بدأ مسيرته الاحترافية في سنة 2010. يلعب في الدوري الصربي لكرة السلة كلاعب وسط. يحمل الرقم 22. لعب مع نادي بوسنا رويال لكرة السلة.

## روابط خارجية
- ماركو دوجكوفيتش على موقع الاتحاد الدولي لكرة السلة (الإنجليزية)
- ماركو دوجكوفيتش على موقع كرة السلة الأوروبية.كوم (الإنجليزية)
- ماركو دوجكوفيتش على موقع ريلجم (الإنجليزية)
- ماركو دوجكوفيتش على موقع بروبوليرز (الإنجليزية)